# Tyratron

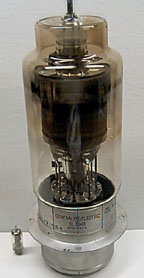
Tyratron

Tyratron je typ elektrické výbojky plněné zředěným inertním plynem nebo jejich směsí (mezi používané plyny patří rtuťové výpary, xenon, neon, a ve speciálních vysokonapěťových aplikacích nebo aplikacích vyžadujících velmi krátké spínací časy, vodík). Obsahuje jednu nebo dvě mřížky. Při kladném elektrickém napětí na mřížce se uvnitř zapálí samostatný elektrický výboj mezi katodou a anodou, který je schopen vést intenzivní elektrický proud. Na rozdíl od elektronky nemůže být tyratron použit k lineárnímu zesílení signálu. Používá se jako vysokoenergetický elektrický spínač (například v radarové technice), řízený usměrňovač nebo řídící prvek v proudových obvodech. Polovodičovou analogií tyratronu je tyristor.